# Xã Smoky Hill, Quận Geary, Kansas
Xã Smoky Hill (tiếng Anh: Smoky Hill Township) là một xã thuộc quận Geary, tiểu bang Kansas, Hoa Kỳ. Năm 2010, dân số của xã này là 6.531 người.